# Во имя брата
«Во имя брата» (англ. In the Name of the Brother) — 12-й эпизод американского телевизионного сериала в жанре фэнтези «Однажды в сказке». Он был написан консультирующим продюсером Джейн Эспенсон. Режиссёр Милан Чейлов. «Во имя брата» впервые вышел в эфир США на канале ABC 20 января 2013 года. Его трансляцию просмотрело около 7,7 миллионов зрителей.

## Сюжет

### В прошлом персонажей
В черно-белом мире доктор Виктор Франкенштейн (Дэвид Андерс) и его отец Альфонс (Грегори Итцин) праздновали награду, которой был награждён младший сын Альфонса, Герхардт (Чад Майкл Коллинз), офицер. Альфонс дарит Виктору офицерский чин. Виктор отказался от него в пользу своего научного исследования, которое его отец больше не будет финансировать. Позже Румпельштильцхен (Роберт Карлайл) появляется в цветном виде. Виктор говорит Герхардту, что он найдёт способ продолжить свои исследования. Румпельштильцхен появляется в лаборатории Виктора и предлагает ему огромное количество золота, если он научит его как возвратить к жизни. Виктор принимает предложение.
Герхардт находит Виктора, выкапывающим тело с кладбища, чтобы использовать для своих экспериментов. Их разговор прерывает охранник, который по случайности убивает  Герхардта. Виктор пытается вернуть к жизни Герхардта в лаборатории, но во время процедуры его сердце сгорело как уголь. Альфонс обнаруживает, что произошло, и отрекается от Виктора. Румпельштильцхен снова появляется и предлагает Виктору магическое сердце в обмен на «шоу» для своего «друга» Реджины. После получения сердца, Виктор успешно возвращает к жизни Герхардта. Альфонс изначально рад, но становится встревоженным, когда он обнаруживает, что Герхардт теперь «монстр». Альфонс нападает на Виктора, который побуждает Герхардта атаковать Альфонса. Виктор стоит за Герхардтом и позволяет бить его отца до смерти, после чего Герхардт убивает отца и убегает.
Некоторое время спустя, Виктор посещает Герхардта, которого он держит в тюрьме. Герхардт нападает на него, но потом узнает его. Виктор приставляет пистолет к голове Герхардта, но не может заставить себя нажать на курок, даже после того, как Герхардт сам тянет пистолет на себя. Виктор заявляет, что он найдет способ спасти Герхардта.

### В Сторибруке
После автомобильной аварии Мистер Голд (Роберт Карлайл) исцеляет Белль (Эмили Де Рэвин), пугая её. Эмма (Дженнифер Моррисон), Мэри Маргарет (Джиннифер Гудвин) и Дэвид (Джошуа Даллас) прибывают на место происшествия и они не дают Мистеру Голду убить Капитана Крюка (Колин О’Донохью), указывая, что если бы Белль была собой, то не дала бы ему это сделать. Скорая приняла Белль, Крюка, и водителя автомобиля (Итан Эмбри) — чужака извне Сторибрука — в больницу.
В больнице доктор Вэйл пьёт алкоголь, не отвечая на зов. Пациентов привезли в сопровождении Эммы, Снежки, Дэвида, Мистера Голда, Лероя (Ли Аренберг) и Руби (Меган Ори). Все взволнованы, но доктор Вэйл приходит и пытается успокоить их и обещая Мистеру Голду, что Белль находится в хороших руках. Эмма расспрашивает Крюка, который в наручниках, и чьи ребра сломаны, о местонахождении Коры (Барбара Херши), но он утверждает, что он не знает, где она. Она предупреждает его, что он, вероятно, скоро умрет, после встречи с Мистером Голдом.
Эмма и другие осматривают вещи незнакомца и узнают, что он является Грегом Meнделлом, туристом, осматривавшем достопримечательности в Новой Англии. Они понимают, что чужаков больше не удержать от Сторибрука. Они опасаются, что друзья Грега или семья будет искать его и что они могут быть в опасности, если в мире узнают о магической природе города. Между тем Снежка обеспокоена тем, что Кора найдёт Реджину (Лана Паррия) прежде, чем они сделают это, но никто не видел её, так как она сбежала. Доктор Вэйл просит Мистера Голда исцелить Грега из-за серьезных травм, но Мистер Голд отказывается, говоря ему, что они должны надеяться на то, что Грег умрёт, так как он видел, как он использовал магию. Доктор Вэйл предлагает, чтобы Грег умер, но группа соглашается, что они должны спасти жизнь Грега, несмотря на то, что это может означать для Сторибрука. После того как доктор Вэйл оставляет их, Снежка отмечает, что он пьян. Тогда у Грега звонит телефон, звонок от кого-то, кто находится в его списке контактов как «Она».
Дэвид говорит Вэйлу готовиться к операции. На телефон Грега продолжает звонить «Она», и все продолжают спорить о том, как справиться с ситуацией. В конечном итоге они понимают, что Вэйл покинул больницу. Руби видит его на конце пирса. Он прыгает, но её волчьи рефлексы дают ей возможность поймать его. Как оборотень, она слушает с сочувствием к переживаниям Вэйла как к доктору Франкенштейну. По его мнению, у науки, как и у магии, есть цена. Он надеялся, что имя Франкенштейна будет означать жизнь, и Руби говорит ему, что всё ещё может, если он спасет жизнь Грега.
Кора, замаскированная как Генри (Джаред Гилмор), входит в хранилище, скрытое под могилой отца Реджины и приходит к Реджине, которая скрывается там. Она открывает ему дверь и Кора перевоплощается в себя, и Реджина говорит, что Кора подставила её в убийстве Арчи. Кора заявляет, что она любит Реджину и приносит свои извинения за то, что заставила её выйти замуж за короля Леопольда. Реджина понимает, что Кора сделала это, потому что она хотела, чтобы Реджина была сломанной. Она настаивает на том, чтоб Кора поехала вместе с ней, чувствуя, что она заслуживает от Коры, что она пыталась стать для Генри лучше. Кора соглашается, но во время езды на машине, она говорит, что вместе они вернут его.
В больнице доктор Вэйл сообщает всем, что Грег будет жить, хотя, возможно потребуется несколько недель для выздоровления. Он приходит в сознание, поэтому Эмма идет допросить его — определить видел ли он магию. Грег говорит Эмме, что он писал сообщение во время вождения. Она получает облегчение от того, что Грег не видел, и она предупреждает его и возвращает его вещи.
Мистер Голд целует спящую Белль в больнице, она просыпается и кричит, пока он не уходит. Позже Кора приходит в магазин Голда, предлагая перемирие. Она дает ему волшебный шар, который может помочь ему найти своего сына, а взамен, он соглашается не вмешиваться, чтобы воссоединиться с Реджиной. Он соглашается с рукопожатием и поцелуем, который Кора описывает как «как они привыкли». Затем Голд приносит Белль чашку, которую он очаровал в попытке восстановить её воспоминания. Она расстраивается при упоминании о магии и бросает чашку, ломая её. Он извиняется и уходит. Он кидает каплю его крови на подарок Коры, куда указывает на место на восточном побережье Соединенных Штатов.
Утром Белоснежка, Дэвид, Эмма и Генри вспоминают о событиях ночи. Генри понимает, что истории Франкенштейна нет в его книге, и она даже не сказка, он начинает задаваться вопросом, кто ещё может быть в Сторибруке. Голд приходит и напоминает Эмме, что она обязана ему: она должна покинуть с ним Сторибрук в тот день, чтобы помочь ему в поисках своего сына. Кроме того, он угрожает убить их всех, если они причинят вред Белль. Между тем, Грег звонит кому-то, кого он называет «милая» и говорит, что он был в аварии и что он видел что-то невероятное.

### Открывающая сцена
В открывающей сцене появляется цветной Румпельштильцхен с лупой в черно-белом мире.